# Abram Cytryn
Abram Cytryn (ur. 30 maja 1927 w Łodzi, zm. 1944 w Auschwitz-Birkenau) – polski pisarz i poeta żydowskiego pochodzenia.

## Życiorys
Urodził się w Łodzi w rodzinie żydowskiej, jako syn przemysłowca Jakuba Szymona Cytryna i Gołdy z domu Pik. Uczęszczał do prywatnego, humanistycznego gimnazjum męskiego Icchaka Kacenelsona przy ulicy Zawadzkiej 43. Wiersze pisał od ósmego roku życia.
Podczas II wojny światowej przebywał w getcie łódzkim, gdzie nadal pisał wiersze i opowiadania. W 1944 wraz z rodziną został wywieziony do obozu Auschwitz-Birkenau, gdzie zginął. Wyjeżdżając zabrał swoje utwory, które uznał za najlepsze. W 1945 jego starsza siostra Lucie odnalazła zbiór jego wierszy, i opowiadań, pozostawionych przez niego jako mniej wartościowe. Znajdowały się w mieszkaniu przy ulicy Starosikawskiej 12, ostatnim miejscu pobytu rodziny Cytrynów przed wysiedleniem do obozu. Jego dzieła, spisane w 24 zeszytach, znajdują się obecnie w zbiorach Centrum Szymona Wiesenthala w Los Angeles.
Na wniosek Jerzego Kropiwnickiego, krótki (98 m) odcinek dawnej ul. Chryzantem, prowadzący od skrzyżowania z Bracką do głównej bramy nowego cmentarza żydowskiego w Łodzi na Dołach został nazwany ul. Abrama Cytryna.

## Twórczość
- 2009: Wżarł się we mnie ból... Próby literackie Abrama Cytryna – książka zawiera opracowanie wszystkich pozostawionych przez Abrama Cytryna utworów, zarówno poetyckich, jak i prozatorskich
- 2004: Pragnę żyć
- 2000: Abram’s writing
- 1998: Zeszyty
- 1995: Les cahiers d’Abram Cytryn: récits du ghetto de Łódź; suivis des Souvenirs de Lucie Cytryn-Bialer
- 1991: Wyrazić duszę getta